# جوف میرآب (روستا)
 جوف میراب  به عربی ( الُجوف میراب  )، روستایی است در دهستان المُقَبَنَة از توابع استان حضرموت در کشور یمن در شبه جزیره عربستان.

## جمعیت
جمعیت آن ۱۲۰ نفر ( ۹ خانوار) می‌باشد.